# Anders Knape
Anders Knape – (ur. 7 lipca 1955 w Karlstad) – szwedzki samorządowiec, w latach 1991–1994 i 2001–2002 burmistrz Karlstadt. W latach 2018–2021 przewodniczący Kongresu Władz Lokalnych i Regionalnych Rady Europy.  
Członek biura Zjednoczonych Miast i Władz Lokalnych (ang. United Cities and Local Governments, UCLG), od 2007 roku członek biura Europejskiego Komitetu Regionów. W latach 2007–2015 i 2019–2022 przewodniczący Szwedzkiego Stowarzyszenia Samorządów Lokalnych i Regionalnych.  

## Życiorys
W 1976 roku wybrano go radnym gminy Karlstad, a w 1979 roku został radnym hrabstwa Värmland. W latach 1980–1982, 1983–1985, 1986–1988, 1989–1991, był członkiem zarządu, a od 1991 do 1994 roku przewodniczącym zarządu gminy. Od 1 listopada 1991 do 31 października 1994 roku sprawował urząd burmistrza Karlstad. W 1994 roku został członkiem Kongresu Władz Lokalnych i Regionalnych Rady Europy, a 1995 roku członkiem Europejskiego Komitetu Regionów. 
Od 2 listopada 2001 roku powrócił na urząd burmistrza Karlstad. Pełnienie funkcji burmistrza zakończył w dniu 31 października 2002 roku. W tym samym roku wybrano go przewodniczącym Komisji Polityki Spójności Terytorialnej i Budżetu w Komitecie Regionów. W lutym 2006 roku został przewodniczącym komisji ds. środowiska rady miasta. Od maja 2003 roku do maja 2007 był wiceburmistrzem Karlstadt. W styczniu 2007 roku został przewodniczącym Szwedzkiego Stowarzyszenia Samorządów Lokalnych i Regionalnych, którym pozostał do 2015 roku. W 2010 roku został przewodniczącym Rady Gmin i Regionów Europy.  
6 listopada 2018 roku został wybrany przewodniczącym Kongresu Władz Lokalnych i Regionalnych Rady Europy. W 2019 roku ponownie został przewodniczącym Szwedzkiego Stowarzyszenia Samorządów Lokalnych i Regionalnych. Pełnienie swojej funkcji zakończył 23 marca 2021 roku, został następnie przewodniczącym grupy Europejskiej Partii Ludowej w tym gremium. 